# لالجين
لالجين (بالفارسية: لالجین) هي مدينة تقع في إيران في Lalejin District. يقدر عدد سكانها بـ 14,689 نسمة وترتفع عن سطح البحر 1,731 متر.